# Eleição municipal de Maricá em 2016
A eleição municipal de Maricá de 2016 ocorreu em 2 de outubro, elegendo o prefeito, o vice-prefeito e mais 17 (dezessete) vereadores. O prefeito e o vice-prefeito eleitos assumiram os cargos no dia 1 de janeiro de 2017 e seus mandatos terminarão em dia 1 de janeiro de 2021.
O prefeito Quaquá, do PT, não disputou a reeleição, já que a Constituição permite o cumprimento de dois mandatos consecutivos. Quatro candidatos participaram do pleito, definido já no primeiro turno, com a vitória de Fabiano Horta (PT), que recebeu 39.128 votos (96,12%, a maior porcentagem entre os prefeitos eleitos no Rio de Janeiro). Os demais candidatos (Carolino Santos e Bia do PSOL) obtiveram votações inexpressivas. Já Marcelo Delaroli, do DEM, teve a segunda maior votação (33.380 sufrágios), mas teve a candidatura indeferida.
Os 17 candidatos que ocuparam as vagas de vereadores são o Chiquinho do Trailer (PP), Aldair de Linda (PT), Castor (PT), Filipe Bittencourt (PMDB), Bubute (PV), Fabrício Bittencourt (PTB), Robson Dutra (PTN), Frank Costa (SD), Dr. Felipe Auni (PSD), Tatai (PTB), Hélter Ferreira (PT), Ismael Breve (DEM), Felipe Paiva (PC do B), Marcinho da Construção (DEM), Filippe Poubel (DEM), Bam Bam (PV) e Ricardinho Netuno (PEN).

## Eleitorado
Maricá tem 146.549 habitantes e 101.282 eleitores, segundo dados do Tribunal Superior Eleitoral.

## Antecedentes
Fabiano Horta (PT) foi vereador de Maricá em 2008 e 2012, atuando também como presidente da Câmara Municipal de Maricá. Em 2014 foi eleito Deputado Federal e foi convidado pelo prefeito do Rio de Janeiro Eduardo Paes, para assumir a Secretária de Desenvolvimento e Economia Solidaria em outubro de 2015. Retornou a seu cargo de Deputado em 4 de maio de 2016, após PT e PMDB romperem aliança. Horta foi apresentado para ser o sucessor de Washington Quaquá, que não poderia concorrer a segunda reeleição. Durante a maior parte da campanha liderou as pesquisas.
Marcelo Delaroli (DEM), principal concorrente de Fabiano Horta (PT), teve sua candidatura indeferida pelo Tribunal Regional Eleitoral do Rio de Janeiro. A relatora do processo, a desembargadora Jacqueline Montenegro, alegou suposta prática de abuso de poder econômico durante a campanha e sua coligação. A coligação "Experiência Para Construir a Maricá que Queremos", formada por PDT e PPS, recorreu ao Tribunal Superior Eleitoral tendo poucos dias para uma decisão. No dia anterior a votação, o jornal O São Gonçalo publicou que o TSE não iria totalizar os votos de Delaroli, considerando-os, assim, nulos.

## Candidatos à prefeito

### Primeiro turno
| Candidato (a)          | Vice                | Coligação                                                                              |
| ---------------------- | ------------------- | -------------------------------------------------------------------------------------- |
| Carolino Santos (PDT)  | Cirlei Castro (PDT) | Experiência Para Construir a Maricá que Queremos PDT e PPS                             |
| Fabiano Horta (PT)     | Marcos Ribeiro (PT) | Frente Popular de Maricá PT, REDE, PTB, PMDB, PTN, PR, PSDC, PHS, PMN, PV, PCdoB e SD  |
| Marcelo Delaroli (DEM) | Dr. Gaúcho (PRB)    | Pra Viver Melhor DEM, PRB, PSL, PSC, PRTB, PTC, PSB, PSDB, PEN, PPL, PSD, PTdoB e PROS |
| Bia do PSOL (PSOL)     | Cherem (PSOL)       | Sem coligação                                                                          |

## Resultados

### Prefeito
| Candidato(a)           | Vice                   | 1º turno 2 de outubro de 2016 | 1º turno 2 de outubro de 2016 |
| Candidato(a)           | Vice                   | Total                         | Percentagem                   |
| ---------------------- | ---------------------- | ----------------------------- | ----------------------------- |
| Fabiano Horta (PT)     | Marcos Ribeiro (PT)    | 39.128                        | 96,12%                        |
| Carolino Santos (PDT)  | Cirlei Castro (PDT)    | 940                           | 2,31%                         |
| Bia do PSOL (PSOL)     | Cherem (PSOL)          | 641                           | 1,57%                         |
| Marcelo Delaroli (DEM) | Dr. Gaúcho (PRB)       | 0                             | 0%                            |
| Total de votos válidos | Total de votos válidos | 40.709                        | 49,99%                        |
| → Votos em branco      | → Votos em branco      | 1.880                         | 2,31%                         |
| → Votos nulos          | → Votos nulos          | 38.848                        | 47,70%                        |
| Total                  | Total                  | 81.437                        |                               |
| Abstenções             | Abstenções             | 19.845                        | 19,59%                        |
| Total de inscritos     | Total de inscritos     | 101.282                       | 100%                          |

### Vereadores eleitos
| Candidato              | Partido | Número de Votos Válidos | Porcentagem |
| ---------------------- | ------- | ----------------------- | ----------- |
| Chiquinho do Trailer   | PP      | 2.132 votos             | 2.89%       |
| Aldair de Linda        | PT      | 2.124 votos             | 2.88%       |
| Castor                 | PT      | 2.119 votos             | 2.87%       |
| Filipe Bittencourt     | PMDB    | 2.048 votos             | 2.77%       |
| Bubute                 | PV      | 1.887 votos             | 2.56%       |
| Fabrício Bittencourt   | PTB     | 1.868 votos             | 2.53%       |
| Robson Dutra           | PTN     | 1.863 votos             | 2.52%       |
| Frank Costa            | SD      | 1.825 votos             | 2.47%       |
| Dr. Felipe Auni        | PSD     | 1.690 votos             | 2.29%       |
| Tatai                  | PTB     | 1.641 votos             | 2.22%       |
| Hélter Ferreira        | PT      | 1.562 votos             | 2.12%       |
| Ismael Breve           | DEM     | 1.443 votos             | 1.95%       |
| Felipe Paiva           | PC do B | 1.319 votos             | 1.79%       |
| Marcinho da Construção | DEM     | 1.204 votos             | 1.63%       |
| Filippe Poubel         | DEM     | 1.156 votos             | 1.57%       |
| Bam Bam                | PV      | 1.061 votos             | 1.44%       |
| Ricardinho Netuno      | PEN     | 707 votos               | 0.96%       |